# Huis van Volksafgevaardigden (Ethiopië)
Het Huis van Volksafgevaardigden (Amhaars: የሕዝብ ተወካዮች ምክር ቤት, yehizb tewekayoch mekir bet) is het lagerhuis van het parlement van Ethiopië en telt 547 leden die voor een periode van vijf jaar worden gekozen. Op dit moment zijn 22 zetels gereserveerd voor kandidaten van kleinere volken in het land. Verkiezingen werden gehouden in 1995, 2000, 2005, 2010 en 2015. De verkiezingen die gepland waren voor 2020 werden in verband met de coronapandemie uitgesteld en staan momenteel gepland op 5 juni 2021.
Het Huis van Volksafgevaardigden werd in 1995 ingesteld en verving de Shengo, het eenkamerparlement van de Democratische Volksrepubliek Ethiopië, die in 1991, tegelijkertijd met de afschaffing van de volksrepubliek kwam te vervallen. Op dit moment vormen de afgevaardigden van de Welvaartspartij - tot 2019 Ethiopisch Volksrevolutionair Democratisch Front geheten - met 512 van de 547 zetels de grootste fractie in het Huis van Volksafgevaardigden. De oppositie wordt gevormd door het Volksbevrijdingsfront van Tigray (35 zetels). Tagesse Chafo van de Welvaartspartij is voorzitter van het Huis van Volksafgevaardigden.
Het hogerhuis van het parlement van Ethiopië draagt de naam Huis van de Federatie.

## Zetelverdeling

Samenstelling van het Huis van Volksafgevaardigden in 2020

Regering (512):
Oppositie (35):